# Sphaerolichida
Sous-ordre
Le sous-ordre des Sphaerolichida ne rassemble que deux petites familles d'acariens, longtemps classées parmi les Endeostigmata.

## Classification
- famille Sphaerolichidae Berlese, 1913
- famille Lordalychidae Grandjean, 1939

## Référence
- O'Connor, 1984 :  1. Speciation and evolution in Acari. 1.2 Phylogenetic relationships among higher taxa in the Acariformes, with particular reference to the Astigmata. In Acarology 6, Vol. 1. Griffiths & Bowman pp 19-27.